# Alina Țurcaș
Alina Ileana Țurcaș (fostă Jula, n. 1 aprilie 1972, Brașov) este o fostă jucătoare de handbal din România care și-a început cariera la CSȘ Dinamo Brașov și a mai evoluat pentru Silcotub Zalău, HC Rimini, SD Itxako Estrella, „U” Jolidon Cluj și CSM Bistrița. Aceasta a anunțat că se retrage din activitate la sfârșitul sezonului 2013-2014.
Pe parcursul carierei sale, handbalista a evoluat ca inter-stânga și inter-dreapta și a fost un apărător de bază pentru echipele la care a jucat.
În cei 24 de ani de carieră a jucat pentru echipa națională a României în 84 de meciuri, a înscris 71 de goluri și a participat la două ediții ale Campionatului European și o ediție a Campionatului Mondial.

## Biografie
Alina Țurcaș a fost selectată la echipa de junioare a României în 1990, iar în 1991 a făcut parte din echipa de tineret care s-a clasat pe locul 5 la Campionatul Mondial.
În 1994 a fost convocată de antrenorul Gheorghe Tadici la echipa națională de senioare, iar în același an a făcut parte din selecționata României care s-a clasat pe locul 10 la Campionatul European din Germania.
În 1996 a câștigat City Cup cu echipa Silcotub Zalău, iar în luna decembrie a fost componentă a naționalei României care a terminat pe locul 5 la Campionatul European din Danemarca. În 1997 a luat parte la Campionatul Mondial din Germania, unde România s-a clasat pe locul 12. A jucat în continuare în diverse turnee amicale ale României, iar în 1999 a luat parte la calificările pentru Campionatul Mondial.
Între 1990 și 2004 a jucat aproape fără întrerupere pentru Silcotub Zalău, cu care a câștigat de două ori titlul național. Între 2004 și 2008 a evoluat în Spania, la SD Itxako, sub comanda lui Ambros Martín. În 2008 a revenit în România, la Universitatea Cluj, iar în 2010 a devenit antrenor-jucător al echipei, sub comanda lui Gheorghe Covaciu. A părăsit Universitatea Cluj în 2013 și a mai jucat un sezon la CSM Bistrița.

## Palmares
- Liga Națională:[6][10][11]
  -  Câștigătoare: 2001, 2004
  -  Locul 2: 1997, 2002, 2010, 2011, 2012
  -  Locul 3: 2013

- Cupa României:[10]
  -  Câștigătoare: 2003
  - Locul 2: 1993, 1996, 1997, 2002
  - Locul 3: 2004

- Cupa EHF:[3]
  - Finalistă: 2008

- Cupa Cupelor EHF:[3]
  - Semifinalistă: 2001
  - Sfert-finalistă: 2003, 2006

- City Cup:
  -  Câștigătoare: 1996

- Trofeul Carpați:[5]
  -  Câștigătoare: 1994